# 리카르도 몬테즈
리카르도 몬테즈(Ricardo Montez, 1923년 9월 20일 ~ 2010년 10월 26일)는 영국의 배우, 영화배우, 텔레비전 배우이다.
지브롤터에서 태어났으며 마르베야에서 사망하였다.

## 영화
- 맘마미아! (2008년) - 스타브로스 역
- 인코그니토 (1997년)
- 샤프의 명예 (1994년)
- 캐주얼티 (1986년)
- 633 폭격대 (1964년)
- 세인트(영어판) (1962년)